# Komitat Heves
Das Komitat Heves [ˈhɛvɛʃ] (ungarisch Heves vármegye, deutsch veraltet Hewesch) ist ein Verwaltungsbezirk im Norden Ungarns. Es hat eine Fläche von 3.637,17 km² und 285.058 Einwohner (Stand 2024). Der Komitatssitz ist Eger, andere wichtige Städte sind Heves, Gyöngyös und Hatvan.
Das Komitat grenzt an die Komitate Nógrád, Borsod-Abaúj-Zemplén, Jász-Nagykun-Szolnok und Pest.

## Geographie
Im Norden geht die Landschaft in das Karpatenvorland (mit der Mátra) über, während der größte Teil des Komitates in der Großen Ungarischen Tiefebene liegt. Die Südostgrenze ist an der Theiß. Die Gegend ist bekannt für ihren Weinbau, besonders um die Stadt Eger (Cuvée Egri Bikavér, „Erlauer Stierblut“).
| Nógrád |                                             | Borsod-Abaúj-Zemplén |
| Pest   | Kompassrose, die auf Nachbargemeinden zeigt |                      |
|        | Jász-Nagykun-Szolnok                        |                      |

## Gliederung
Durch die Regierungsverordnung Nr. 218/2012 vom 13. August 2012 wurden zum 1. Januar 2013 die statistischen Kleinregionen (ungarisch kistérség) abgeschafft und durch eine annähernd gleiche Anzahl von Kreisen (ungarisch járás) ersetzt. Die Kleingebiete blieben für Planung und Statistikzwecke noch eine Zeitlang erhalten, wurden dann aber am 25. Februar 2014 endgültig abgeschafft. Bis zur Auflösung gab es sieben Kleingebiete im Komitat. Fünf Verwaltungseinheiten blieben durch die Reform in ihren Grenzen unverändert.

### Ehemalige Gliederung
Bis Ende 2012 existierten folgende Kleingebiete (kistérség) im Komitat Heves.
| Code | Kleingebiet  | Verwaltungssitz | Einwohner (31. Dezember 2012) | Fläche in km² | Anzahl der Gemeinden | davon Städte |
| ---- | ------------ | --------------- | ----------------------------- | ------------- | -------------------- | ------------ |
| 4001 | Eger         | Eger            | 82.911                        | 522,88        | 17                   | 1            |
| 4002 | Heves        | Heves           | 35.116                        | 697,68        | 17                   | 2            |
| 4003 | Füzesabony   | Füzesabony      | 30.396                        | 578,55        | 16                   | 1            |
| 4004 | Gyöngyös     | Gyöngyös        | 73.460                        | 750,78        | 25                   | 1            |
| 4005 | Hatvan       | Hatvan          | 50.872                        | 352,16        | 13                   | 2            |
| 4006 | Pétervására  | Pétervására     | 21.381                        | 475,07        | 20                   | 1            |
| 4007 | Bélapátfalva | Bélapátfalva    | 12.200                        | 260,06        | 13                   | 1            |

### Aktuelle Gliederung
Das Komitat Heves gliedert sich in 7 Kreise (ungarisch járás) mit 121 Ortschaften: die Stadt Eger mit Komitatsrecht (ungarisch Megyei jogú város), 10 Städte ohne Komitatsrecht (ungarisch város), 4 Großgemeinden (ungarisch nagyközség) und 106 Gemeinden (ungarisch község).

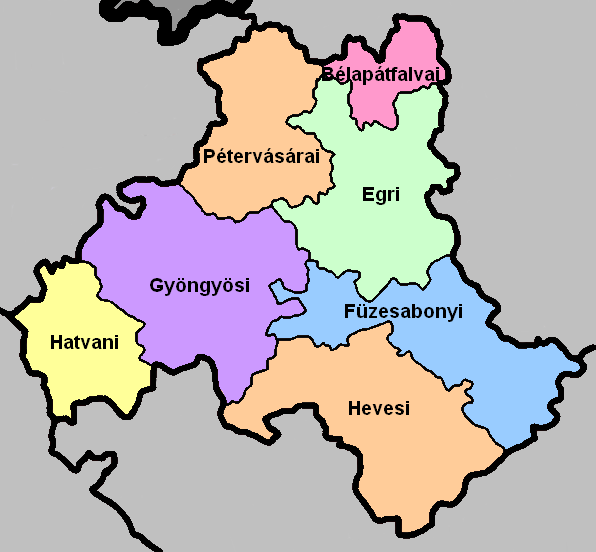
Die Kreise des Komitats Heves

| Ortschaftstyp             | Anzahl | Fläche (in km²) | Fläche (in km²) | Fläche (in km²) | Bevölkerung am 1. Januar 2016 | Bevölkerung am 1. Januar 2016 | Bevölkerung am 1. Januar 2016 | Bevölkerungs- dichte (Ew/km²) |
| Ortschaftstyp             | Anzahl | absolut         | anteilig        | im Durchschnitt | absolut                       | anteilig                      | im Durchschnitt               | Bevölkerungs- dichte (Ew/km²) |
| ------------------------- | ------ | --------------- | --------------- | --------------- | ----------------------------- | ----------------------------- | ----------------------------- | ----------------------------- |
| Stadt mit Komitatsrecht   | 1      | 92,21           | 2,54 %          |                 | 54.480                        | 18,21 %                       |                               | 590,8                         |
| Städte ohne Komitatsrecht | 10     | 543,65          | 14,95 %         | 54,37           | 87.791                        | 29,34 %                       | 8.779                         | 161,5                         |
| Großgemeinden             | 4      | 160,47          | 4,41 %          | 40,12           | 11.684                        | 3,90 %                        | 2.921                         | 72,8                          |
| Gemeinden                 | 106    | 2.840,84        | 78,11 %         | 26,80           | 145.264                       | 48,55 %                       | 1.370                         | 51,1                          |
| Komitat Heves gesamt      | 121    | 3.637,17        |                 | 30,06           | 299.219                       |                               | 2.473                         | 82,3                          |

Die derzeitigen Kreise sind:
| Code | Kreis        | Kreissitz    | Einwohner (1. Januar 2013) | Fläche in km² | Anzahl der Gemeinden | davon Städte |
| ---- | ------------ | ------------ | -------------------------- | ------------- | -------------------- | ------------ |
| 103  | Bélapátfalva | Bélapátfalva | 8.870                      | 180,89        | 8                    | 1            |
| 104  | Eger         | Eger         | 86.241                     | 602,05        | 22                   | 2*           |
| 105  | Füzesabony   | Füzesabony   | 30.396                     | 578,55        | 16                   | 1            |
| 106  | Gyöngyös     | Gyöngyös     | 73.460                     | 750,78        | 25                   | 2*           |
| 107  | Hatvan       | Hatvan       | 50.872                     | 352,16        | 13                   | 2            |
| 108  | Heves        | Heves        | 35.116                     | 697,68        | 17                   | 2            |
| 109  | Pétervására  | Pétervására  | 21.381                     | 475,07        | 20                   | 1            |

* Gyöngyöspata und Verpelét erhielten Mitte 2013 das Stadtrecht.

### Größte Städte und Gemeinden
Alle Ortschaften ohne Namenszusatz sind Städte.
| Stadt/Gemeinde         | Deutscher Name | Einwohner (1. Januar 2016) |
| ---------------------- | -------------- | -------------------------- |
| Eger                   | Erlau          | 54.480                     |
| Gyöngyös               | Gengeß         | 29.920                     |
| Hatvan                 | Hottwan        | 20.250                     |
| Heves                  | Hewesch        | 10.475                     |
| Füzesabony             | Wabing         | 7.257                      |
| Lőrinci                |                | 5.446                      |
| Verpelét               |                | 3.800                      |
| Hort, Großgemeinde     |                | 3.602                      |
| Felsőtárkány, Gemeinde |                | 3.544                      |
| Kál, Großgemeinde      |                | 3.457                      |
| Erdőtelek, Gemeinde    |                | 3.200                      |
| Nagyréde, Gemeinde     |                | 3.150                      |
| Ecséd, Gemeinde        |                | 3.109                      |
| Bélapátfalva           |                | 2.979                      |

## Bevölkerungsentwicklung

### Bevölkerungsentwicklung des Komitats
Bemerkenswert ist eine stetige Abnahme der Bevölkerung seit 2001. Lediglich in den Jahren 2010 und 2011 stieg die Einwohnerzahl wieder leicht an.

Fettgesetzte Datumsangaben sind Volkszählungsdaten.
| Datum      | Einwohnerzahl | Datum      | Einwohnerzahl |
| ---------- | ------------- | ---------- | ------------- |
| 01.01.1960 | 347.856       | 01.01.2007 | 319.460       |
| 01.01.1970 | 340.146       | 01.01.2008 | 316.874       |
| 01.01.1980 | 350.360       | 01.01.2009 | 314.441       |
| 01.01.1990 | 334.408       | 01.01.2010 | 311.454       |
| 01.01.2001 | 327.733       | 01.01.2011 | 307.985       |
| 01.02.2001 | 325.727       | 01.10.2011 | 308.882       |
| 01.01.2002 | 326.800       | 01.01.2012 | 309.175       |
| 01.01.2003 | 325.029       | 01.01.2013 | 306.336       |
| 01.01.2004 | 323.769       | 01.01.2014 | 303.503       |
| 01.01.2005 | 322.756       | 01.01.2015 | 301.296       |
| 01.01.2006 | 320.886       | 01.01.2016 | 299.219       |

### Bevölkerungsentwicklung der Kreise
Für sämtliche Kreise ist eine negative Bevölkerungsbilanz ersichtlich.
|               | Bevölkerungsstand am 1. Januar | Bevölkerungsstand am 1. Januar | Bevölkerungsstand am 1. Januar | Bevölkerungsstand am 1. Januar |
| Kreisname     | 2013                           | 2014                           | 2015                           | 2016                           |
| ------------- | ------------------------------ | ------------------------------ | ------------------------------ | ------------------------------ |
| Bélapátfalva  | 8.870                          | 8.742                          | 8.570                          | 8.485                          |
| Eger          | 86.241                         | 85.679                         | 85.588                         | 85.529                         |
| Füzesabony    | 30.396                         | 30.129                         | 29.846                         | 29.480                         |
| Gyöngyös      | 73.460                         | 72.700                         | 71.847                         | 71.303                         |
| Hatvan        | 50.872                         | 50.426                         | 50.035                         | 49.633                         |
| Heves         | 35.116                         | 34.767                         | 34.662                         | 34.399                         |
| Pétervására   | 21.381                         | 21.060                         | 20.748                         | 20.390                         |
| Komitat Heves | 306.336                        | 303.503                        | 301.296                        | 299.219                        |

## Politik
Bei den Kommunalwahlen im Jahr 2019
und im Jahr 2024 waren die Ergebnisse im Komitat Heves wie folgt:
| Kommunalwahl | Fidesz-KDNP | Jobbik-MSZP-MM-DK | MHM     | DK      | MM     | Jobbik | 2RK Párt |
| ------------ | ----------- | ----------------- | ------- | ------- | ------ | ------ | -------- |
| Stimmen 2019 | 60,43 %     | 39,57 %           |         |         |        |        |          |
| Stimmen 2024 | 52,34 %     |                   | 14,45 % | 12,86 % | 8,18 % | 6,84 % | 5,32 %   |

Sitzverteilung 2019
- Fidesz-KDNP: 9 Sitze
- Jobbik-MSZP-MM-DK: 6 Sitze

Sitzverteilung 2024
- Fidesz-KDNP: 9 Sitze
- MHM: 2 Sitze
- DK: 2 Sitze
- MM: 1 Sitz
- Jobbik: 1 Sitz
- 2RK Párt: 0 Sitze

## Geschichte und Kultur

### Museen
Die staatliche Direktion der Museen des Komitats Heves ist Träger von 8 Komitatsmuseen. Komitatssitz ist die Stadt Eger.
| - Bodony, Heimatmuseum (Helytörténeti Múzeum) - Boldog, Heimatmuseum* (Helytörténeti Múzeum) - Detk, Archäologisches Museum - Eger, István-Dobó-Burgmuseum* (Vármúzeum) - Eger, Géza-Gárdonyi-Gedenkmuseum - Eger, Apothekenmuseum (Patikamúzeum) - Eger, Feuerwehrmuseum - Eger, Sportmuseum* - Eger, István-Keller und Weinmuseum | - Gyöngyös, Mátra-Museum* - Heves, Schach-Museum - Hatvan, Lajos-Hatvany-Museum* - Kisnána, Dorfmuseum (Falumúzeum) - Lőrinci, Heimatmuseum (Helytörténeti Múzeum) - Nagyréde, Weinmuseum - Parád, Wagenmuseum - Parádfürdő, Kutschenmuseum* (Kocsimúzeum) - Perkupa, Heimatmuseum (Helytörténeti Múzeum) | - Rátka, Deutsches Heimatmuseum - Recsk, Bergbaumuseum - Recsk, Heimatmuseum (Helytörténeti Múzeum) - Szihalom, Heimatmuseum (Helytörténeti Múzeum) - Szilvásvárad, Forstwirtschaftliches Freilichtmuseum - Szilvásvárad, Lipizzaner Pferdemuseum* - Szilvásvárad, Orbán-Haus - Tarnaméra, Polizeimuseum |

* Komitatsmuseum

## Bildergalerie

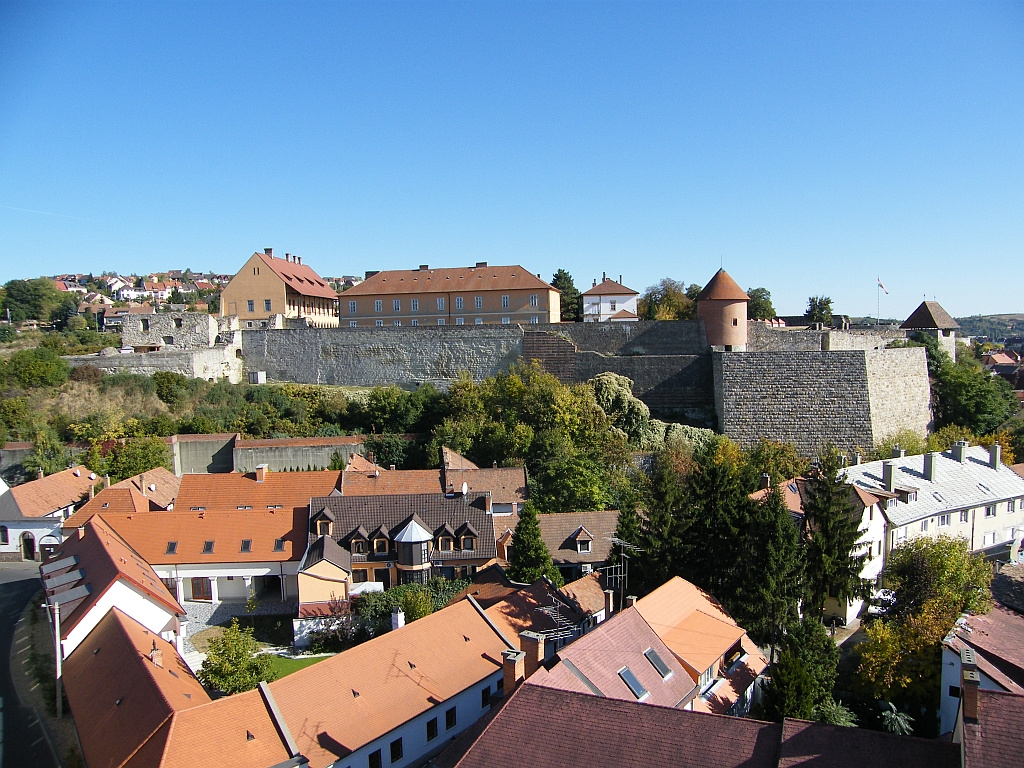
Eger
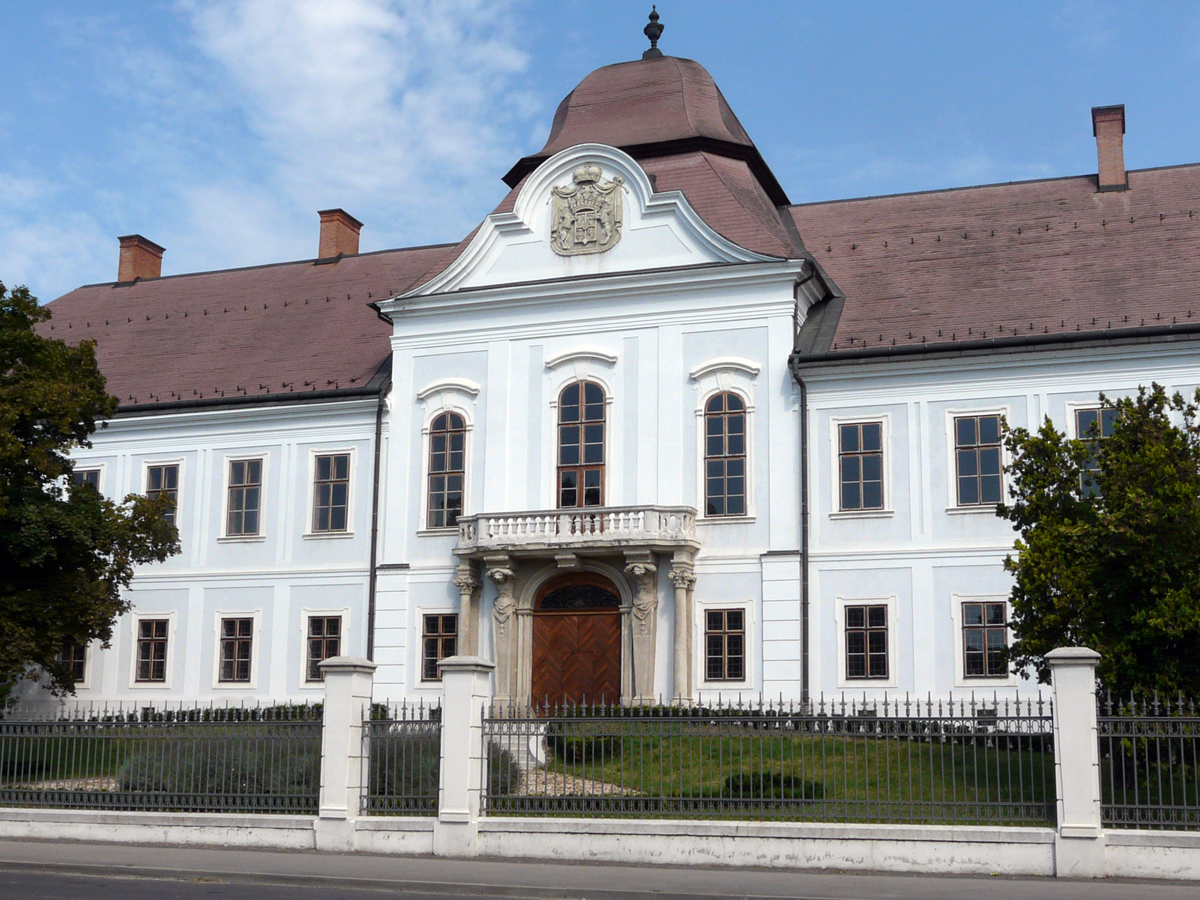
Schloss Grassalkovich in Hatvan
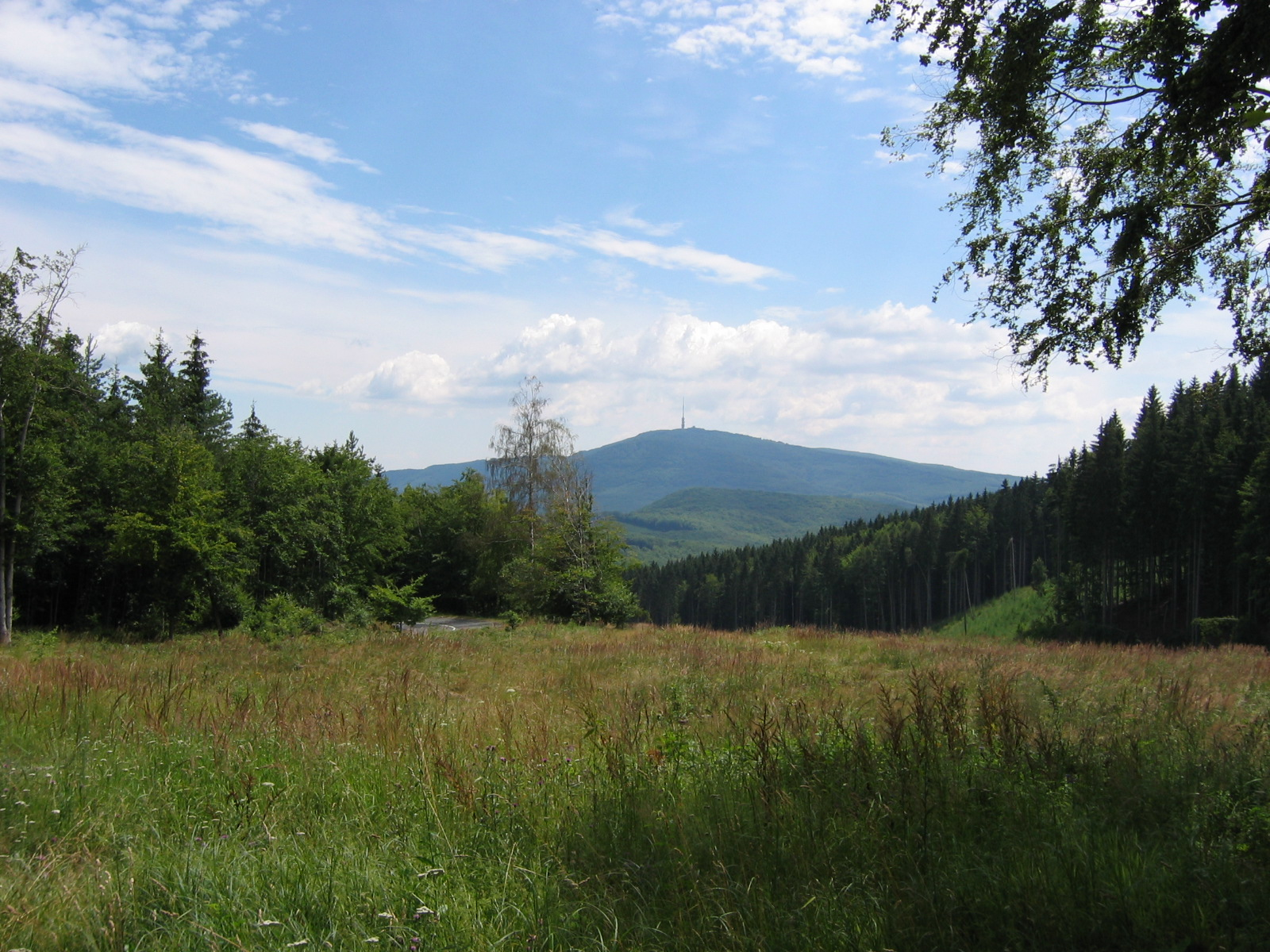
Der Kékes im Mátra-Gebirge
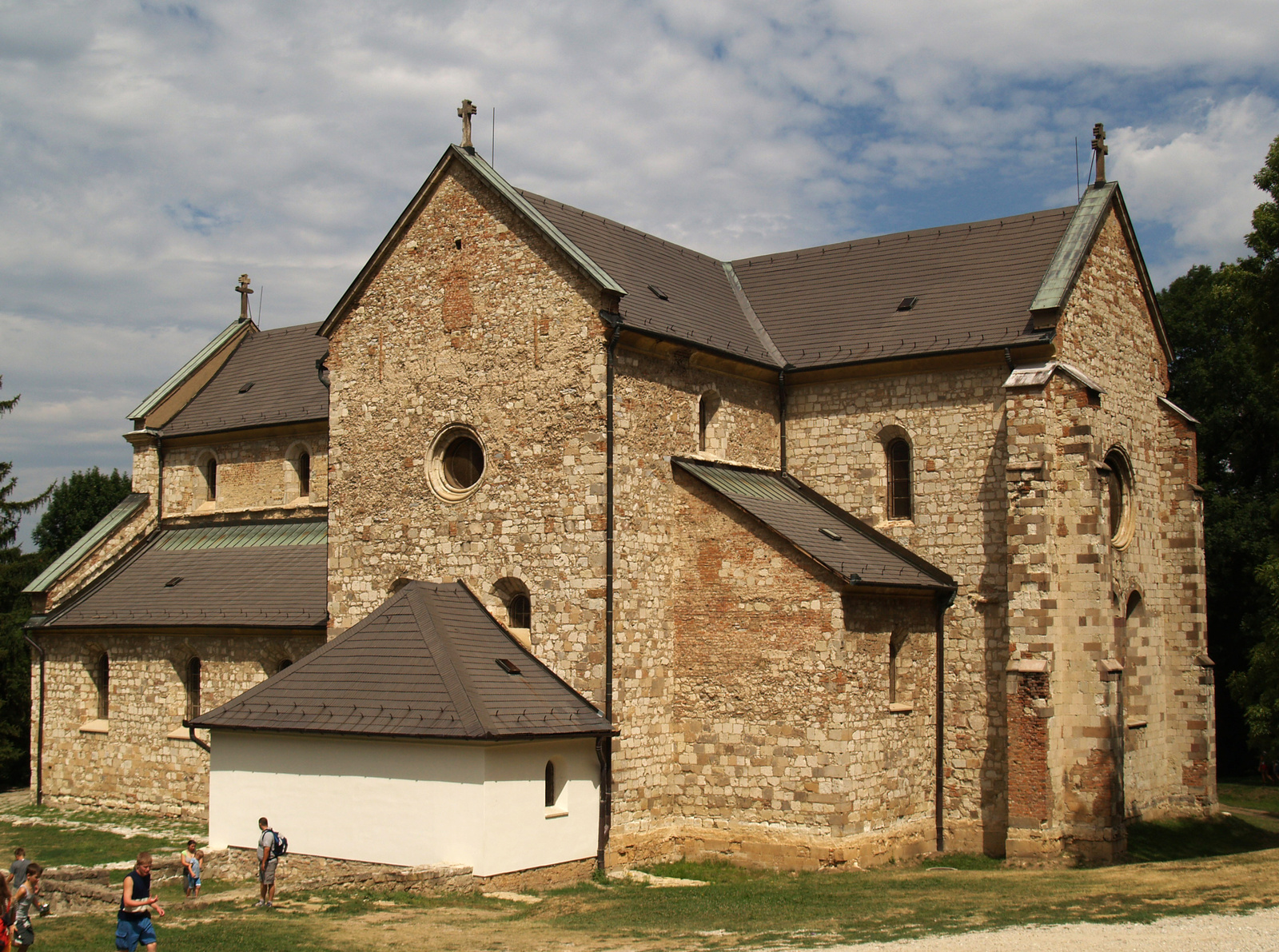
Kloster Bélapátfalva
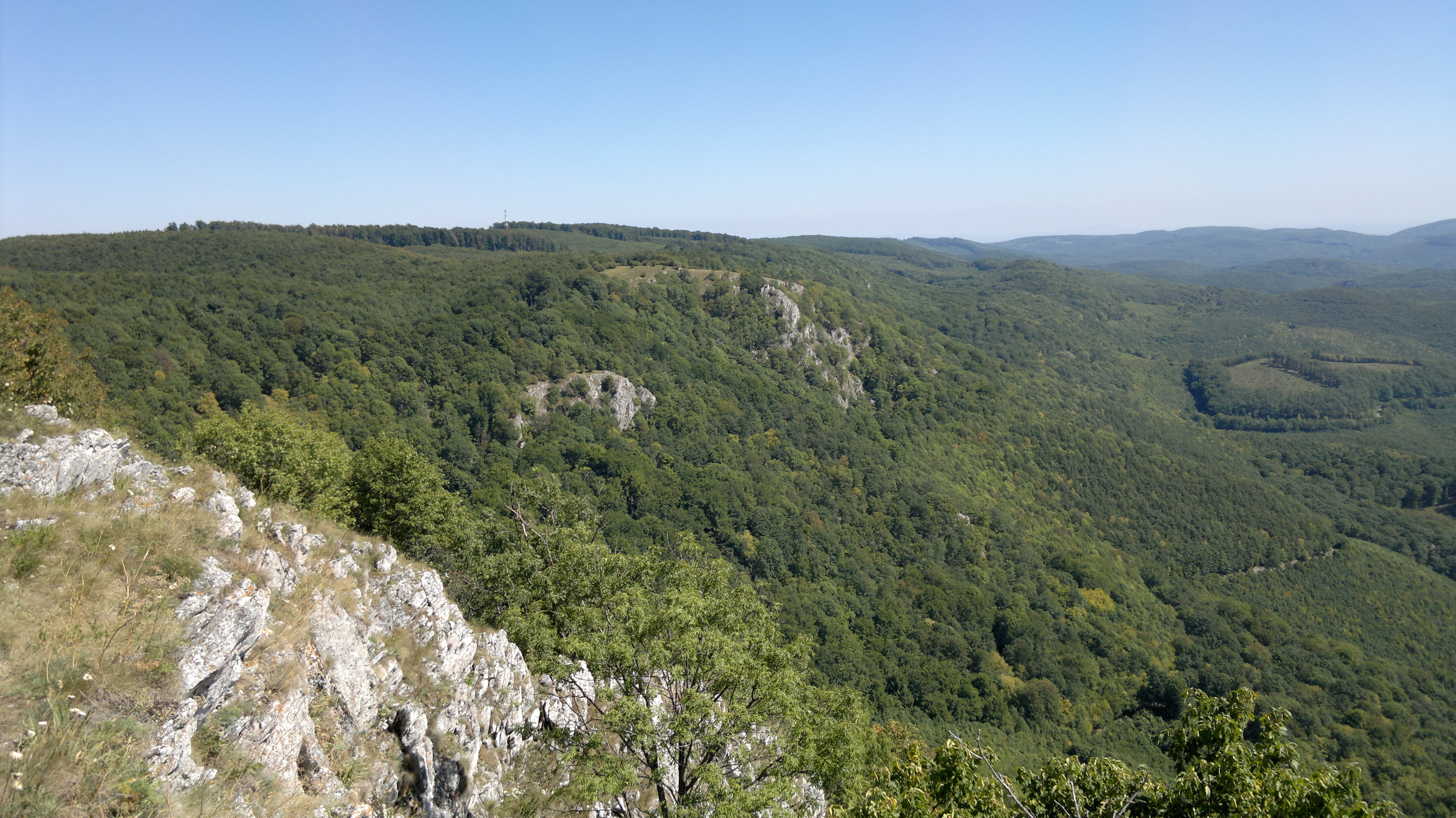
Das Bükk-Gebirge